# Cupuladria
Cupuladria is een geslacht van mosdiertjes uit de  familie van de Cupuladriidae en de orde Cheilostomatida. De wetenschappelijke naam van het geslacht werd in 1919 voor het eerst geldig gepubliceerd door Ferdinand Canu en Ray Smith Bassler.

## Soorten
- Cupuladria biporosa (Canu & Bassler, 1923)
- Cupuladria canariensis (Busk, 1859)
- Cupuladria cheethami Herrera-Cubilla, Dick, Sanner & Jackson, 2006
- Cupuladria colonensis Herrera-Cubilla & Jackson, 2014
- Cupuladria dominicana Herrera & Jackson, 2014
- Cupuladria elegans Lu, 1991
- Cupuladria exfragminis Herrera-Cubilla, Dick, Sanner & Jackson, 2006
- Cupuladria floridensis Herrera & Jackson, 2014
- Cupuladria gigas Herrera & Jackson, 2014
- Cupuladria guineensis (Busk, 1854)
- Cupuladria incognita Herrera-Cubilla, Dick, Sanner & Jackson, 2006
- Cupuladria minuta Almeida, Souza & Vieira, 2021
- Cupuladria monotrema (Busk, 1884)
- Cupuladria multesima Herrera-Cubilla, Dick, Sanner & Jackson, 2006
- Cupuladria pacificiensis Herrera-Cubilla, Dick, Sanner & Jackson, 2006
- Cupuladria panamensis Herrera-Cubilla, Dick, Sanner & Jackson, 2006
- Cupuladria pervagata Herrera & Jackson, 2014
- Cupuladria planissima Herrera & Jackson, 2014
- Cupuladria remota Cook & Chimonides, 1994
- Cupuladria surinamensis Cadée, 1975
- Cupuladria veracruxiensis Herrera & Jackson, 2014

Niet geaccepteerde soorten:
- Cupuladria doma (d'Orbigny, 1853) → Reussirella doma (d'Orbigny, 1853)
- Cupuladria multispinata (Canu & Bassler, 1923) → Reussirella multispinata (Canu & Bassler, 1923)